# Manafon
Manafon è il nono album in studio del cantautore britannico David Sylvian, pubblicato nel 2009 dalla Samadhisound.

## Tracce
Testi di David Sylvian.
1. Small Metal Gods – 5:49 (musica: Werner Dafeldecker, Christian Fennesz, Michael Moser, Burkhard Stangl, David Sylvian)
2. The Rabbit Skinner – 4:42 (musica: Christian Fennesz, Marcio Mattos, Evan Parker, Joel Ryan, David Sylvian, John Tilbury)
3. Random Acts of Senseless Violence – 7:06 (musica: Werner Dafeldecker, Christian Fennesz, Michael Moser, Keith Rowe, David Sylvian)
4. The Greatest Living Englishman – 10:55 (musica: Tetuzi Akiyana, Sachiko M., Toshimaru Nakamura, David Sylvian, Otomo Yoshihide)
5. 125 Spheres – 0:29 (musica: Werner Dafeldecker, Christian Fennesz, Burkhard Stangl, David Sylvian)
6. Snow White in Appalachia – 6:36 (musica: Werner Dafeldecker, Christian Fennesz, Michael Moser, Keith Rowe, David Sylvian)
7. Emily Dickinson – 6:25 (musica: Christian Fennesz, Evan Parker, David Sylvian, John Tilbury)
8. The Department of Dead Letters – 2:26 (musica: Christian Fennesz, Marcio Mattos, Evan Parker, David Sylvian, John Tilbury)
9. Manafon – 5:23 (musica: Werner Dafeldecker, Christian Fennesz, Michael Moser, Keith Rowe, David Sylvian)